# Автошлях Т 2606
Автошля́х Т 2606 — автомобільний шлях територіального значення у Чернівецькій області. Пролягає територією Чернівецького району через Новоселицю — Герцу — пункт контролю Дяківці. Загальна довжина — 12,4 км.

## Маршрут
Автошлях проходить через такі населені пункти:
| Автошлях Т 2606          |        |
| Чернівецька область      |        |
| Чернівецький район       |        |
|                          | Н03    |
| Строїнці                 |        |
| Новоселиця               | Н10    |
| Маршинці                 |        |
| Герца                    | Т 2604 |
| Тернавка                 |        |
| Дяківці                  |        |
| Дяківці (пункт контролю) |        |